# Blumea angustifolia
Blumea angustifolia là một loài thực vật có hoa trong họ Cúc. Loài này được Thwaites mô tả khoa học đầu tiên năm 1860.